# Siteroptes antiquissimus
Siteroptes antiquissimus är en spindeldjursart som först beskrevs av Krczal 1958.  Siteroptes antiquissimus ingår i släktet Siteroptes, och familjen Siteroptidae. Arten är reproducerande i Sverige.